# Schwert des Tiberius

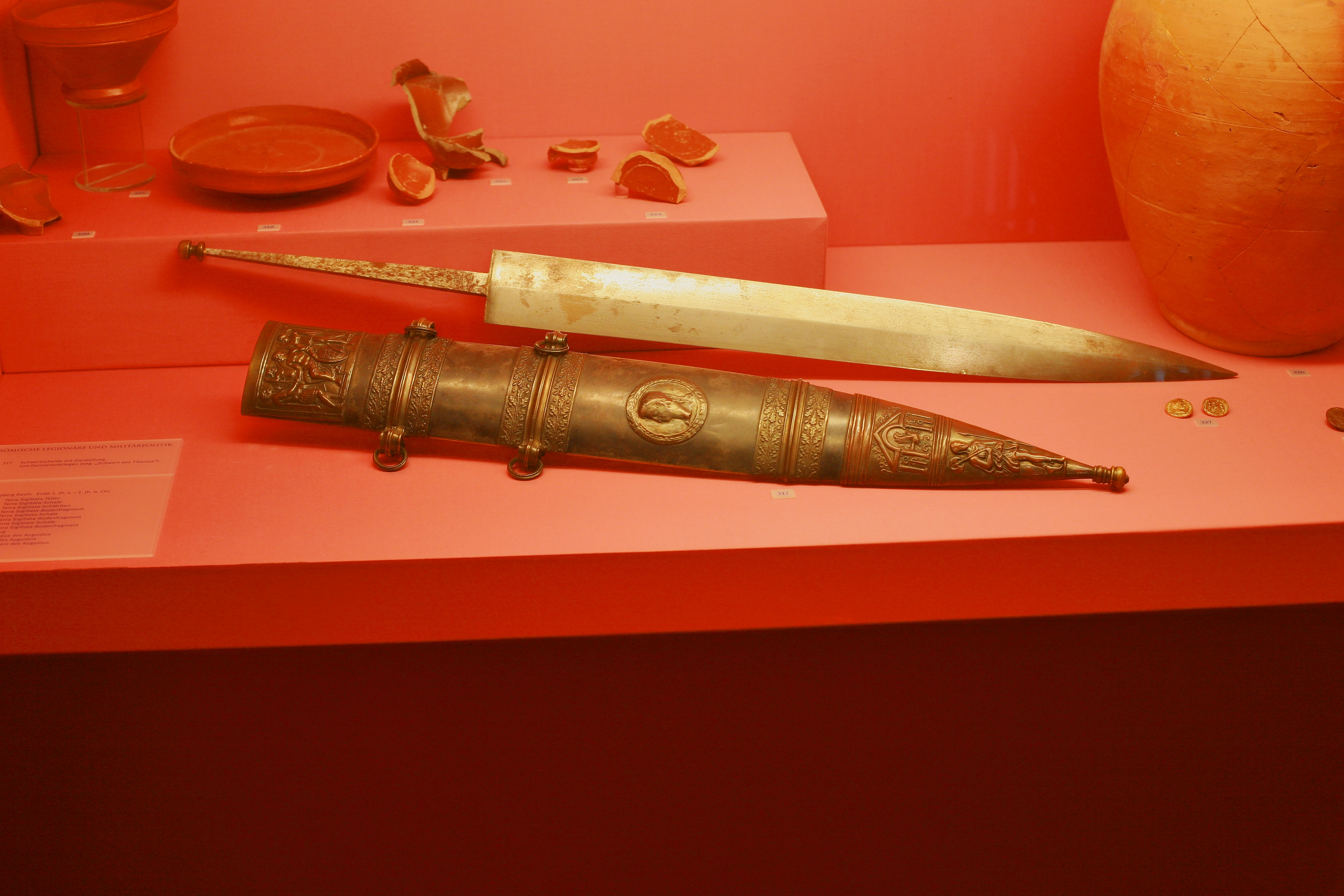
Replik des „Schwertes des Tiberius“ im Museum Carnuntum

Das „Schwert des Tiberius“ ist ein gut erhaltener römischer Gladius des frühen 1. Jahrhunderts aus dem römischen Mogontiacum. Er wurde 1848 in der Nähe des Winterhafens in der Mainzer Altstadt gefunden und befindet sich heute im British Museum in London. Benannt wurde der Fund bereits kurz nach seiner Entdeckung aufgrund des auf den Scheidenbeschlägen abgebildeten römischen Kaisers Tiberius.
Die besondere Bedeutung und Benennung des Einzelfundes ergeben sich aus der reichhaltigen Symbolik der erhalten gebliebenen Messingbeschläge der Schwertscheide. Sie zeigen eine Vielfalt von einzelnen symbolhaften Szenen, die dem offiziellen politisch-propagandistischen Bildprogramm unter dem römischen Kaiser Tiberius zugeordnet werden können.

## Fundgeschichte
Das Schwert des Tiberius, also der eiserne Gladius samt den erhalten gebliebenen Scheidenbeschlägen, wurde am 10. August 1848 beim Bau der Hessischen Ludwigsbahn in Mainz gefunden. Der Fundort lag in der Altstadt in Höhe des heute nicht mehr existierenden Neutors. Dort wurde der Fund einem zeitgenössischen Bericht nach „im Graben der Filzbache …“ gemacht. Der Fund wurde von den Bauarbeitern zuerst unterschlagen, später an den Kunsthändler Gold verkauft. Der kurz zuvor (1844) gegründete Mainzer Altertumsverein bemühte sich, den Fund für das Mainzer Altertumsmuseum zu erwerben, war aber nicht in der Lage, die geforderten 12.000 Gulden aufzubringen. Danach gelangte das Schwert in die Sammlung Felix Slade. 1866 wurde es schließlich von Slade als Geschenk an das British Museum in London übergeben, wo es seitdem ausgestellt ist. Genaue Rekonstruktionen des Schwert des Tiberius befinden sich heute unter anderem auch im Römisch-Germanischen Zentralmuseum in Mainz.

## Historischer Kontext
Das Schwert gehörte höchstwahrscheinlich einem römischen Offizier, möglicherweise im Rang eines Centurios. Durch das Graffito Aureli auf der Rückseite des Scheidenmundbleches ist zumindest das Gentiliz des Besitzers bekannt. Aufgrund der Interpretation der abgebildeten Szenen könnte der Gladius eine persönliche Auszeichnung eines Aurelius für seine Taten im Alpenfeldzug des Tiberius im Jahr 15 v. Chr. gewesen sein.

## Zeitliche Einordnung
Die Entstehung des Gladius lässt sich aufgrund der dargestellten Mitglieder des julisch-claudischen Kaiserhauses sowie der politischen Aussage des dargestellten Bildprogramms relativ exakt datieren. Tiberius wird als Kaiser dargestellt, was eine Datierung vor das Jahr 14 ausschließt. Germanicus, dessen Identifizierung aufgrund des Profils als sicher angenommen werden kann, wurde als Feldherr in Germanien im Jahr 17 abberufen. Somit muss die Entstehungszeit des Gladius zwischen dem Jahr 14 und dem Jahr 17 liegen. Das Jahr 14 gab mit der Meuterei der pannonischen und rheinischen Legionen und den erst anlaufenden Germanienfeldzügen des Germanicus noch keinen Anlass zu einer solchen Siegesdarstellung. Die Rückgewinnung von zwei der drei in der Varusschlacht verlorenen Legionsadler in den Jahren 15 und 16/17 konnte Tiberius dann allerdings als innenpolitischen Erfolg verbuchen, der eine Siegesgeste der dargestellten Art für den Kaiser und seinen „erfolgreichen“ Feldherrn begründen dürfte. Damit lässt sich die Datierung ziemlich wahrscheinlich auf die Jahre 16/17 festlegen.

## Beschreibung
Die eiserne Klinge des Gladius war bei der Entdeckung noch sehr gut erhalten und misst 53 cm in der Länge und 7 cm in der Breite. An der dicksten Stelle misst das Schwert 1 cm. Von der bronzenen Schwertscheide blieben nur die Beschläge aus Messing, die teils verzinnt und vergoldet sind, in einem ebenfalls guten Zustand erhalten. Vom Griff des Gladius ist lediglich ein kleineres Bruchstück erhalten geblieben. Aufgrund seiner Form und Abmessungen lässt sich der Gladius dem so genannten „Mainz-Typ“ zuordnen. Dies ist eine ältere Gladiusform, die charakteristisch für die erste Hälfte des ersten Jahrhunderts ist und nach zahlreichen gleichartigen Funden aus dieser Zeit in Mainz benannt wurde.
Die figürliche Dekoration der Schwertscheide verteilt sich auf drei Bereiche: das Scheidenmundblech (oberer Bereich), den Scheidenschuh (unterer Bereich) sowie den mittleren Bereich der Schwertscheide.
Am Scheidenmundblech findet sich die erste figürliche Szene mit Inschriften. Der Feldherr Germanicus, Oberkommandierender des Heeres in Germanien, steht in Feldherrenuniform vor dem sitzenden Kaiser Tiberius, den die stehenden Gottheiten Mars Ultor und Victoria umrahmen. Mars steht im Hintergrund der Szene, Victoria schräg hinter dem sitzenden Kaiser. Sie wird auf einem Schild, den sie hält, als Vic(toria)/Aug(usta) bezeichnet. Tiberius sitzt halbnackt in Jupiterpose auf einem Klappstuhl. Mit der linken Hand hält Tiberius einen ovalen Schild mit der Aufschrift Felicitas Tiberi. Germanicus, dessen Profil in typischer Weise herausgearbeitet wurde und die Identifizierung der Person erlaubt, steht vor dem Kaiser. Mit beiden Händen hält er dem Kaiser die kleine Statue einer Victoria als Zeichen seines Triumphes entgegen, die der Kaiser mit einer Hand entgegenzunehmen scheint.
Im oberen Drittel der Schwertscheide folgen als dekoratives Element doppelte Reliefbänder mit fein herausgearbeiteten Eichenkranzmotiven, die als Coronae civicae zu deuten sind. Sie überdecken jeweils die Scheidenklammern. Die vier Ösen zur Befestigung des Schwertgurtes, die im Original erhalten sind, befinden sich noch an der ursprünglichen Stelle. In der Mitte der Schwertscheide und somit an zentraler Stelle gelegen befindet sich ein Medaillon mit dem Porträt des Divus Augustus. Das nach links schauende Porträtbild des Augustus ist von einem Lorbeerkranz umgeben.
Das untere Drittel der Schwertscheide beginnt wiederum mit zwei Reliefbändern mit Eichenkranzmotiven. Im Bereich des Scheidenschuhs folgen zwei figürliche Szenen. Die obere Szene zeigt die Fassade eines Lagerheiligtums (sacellum), die von vier Säulen getragen wird. Das Schrägdach weist auf beiden Seiten lyraförmige Simaornamente auf. In dem Heiligtum befindet sich mittig ein Legionsadler, flankiert von zwei Feldzeichen auf beiden Seiten. Die letzte Szene zeigt eine amazonenhafte Frauenfigur, die als Personifikation betrachtet werden kann. Die mit einem Gewand bekleidete barfüßige Frau schultert mit der rechten Hand eine Doppelaxt und trägt in ihrer linken Hand einen Speer. Der Scheidenschuh endet kurz darunter in einer doppelkugelförmigen Spitze.

## Interpretation der Abbildungen
Die dargestellten Szenen und Themen gehören in den Bereich der Triumphalsymbolik der frühen Kaiserzeit und können als „offizielles politisches propagandistisches Bildprogramm unter Kaiser Tiberius“ verstanden werden. Schon unter Augustus sind dynastisch-militärische Themen als Dekorationsmotive für Gladiusbeschläge bekannt. Neigte man bis in die 1980er-Jahre noch dazu, in den abgebildeten Personen Kaiser Augustus und seinen Feldherren Tiberius zu sehen, gilt heute die Interpretation der Personen als Tiberius und Germanicus als gesichert.
Die im oberen Scheidenbereich abgebildete Personenszene nimmt klar Bezug auf aktuelle Ereignisse der römischen Germanienpolitik. Germanicus überreicht Tiberius eine Statue der Victoria als Zeichen des Triumphes. Wie bereits weiter oben beschrieben, ist darunter in erster Linie die Rückgewinnung von zwei der drei unter Varus verlorenen Legionsadler zu verstehen, die als symbolische Tilgung der Schmach der Niederlage des Varus zu verstehen ist. Durch die beiden Schildinschriften Felicitas Tiberi und Vic(toria) Aug(usti) wird dem Betrachter verdeutlicht, dass dieser Triumph der Schmachtilgung und der – zumindest aus römischer Propagandasicht – erfolgreiche Ausgang der Germanienfeldzüge 14–16 letztendlich dem Kaiser Tiberius zu verdanken sind.
Bei dem im unteren Scheidenbereich abgebildeten Lagerheiligtum liefern die lyraförmigen Simaornamente des Tempeldachs einen wichtigen Hinweis auf die Herkunft des Schwertes. Diese spezielle Ornamentik gilt als ein Kennzeichen der Mainzer Provinzialkunst in augusteischer Zeit und lassen damit den Rückschluss auf eine Fertigung des Schwertes in der Nähe von Mogontiacum oder zumindest im näheren Rheinland zu.
Die amazonenhafte Darstellung einer Frauenperson als abschließendes Bild vor der Spitze des Scheidenschuhs kann aufgrund der mit ihr dargestellten Attribute identifiziert werden. Sie wird als Vindelica, eine Personifizierung des keltischen Stammes der Vindeliker, interpretiert. Der römische Dichter Horaz verbindet in seiner Ode IV 4 die Siege des Drusus über die Räter und Vindeliker mit einer Amazonenaxt. Diese wurde auch bis in die späte Antike zusätzlich mit Gallien verbunden. So liegt die Verbindung dieser Personifikation mit den Siegen des Drusus und Tiberius über die Vindeliker und Raeter und damit auch mit deren überaus erfolgreichen Alpenfeldzug nahe.
Eine Interpretation der Abbildungen muss auch im Zusammenhang mit im militärisch geprägten Mogontiacum vorherrschenden Kaiserkult des Augustus und seiner direkten Nachfolger gesehen werden. Die gesamte Szenerie suggeriert zum einen den solche Waffen tragenden Offizieren und Soldaten eine Verbindung oder Gleichsetzung der erfolgreichen Alpenfeldzüge des Tiberius (sowie des in Mainz verehrten Drusus) mit den weniger erfolgreichen des Germanicus, Sohn und Neffe der beiden Feldherren. Die wenig erfolg-, aber dafür verlustreichen Feldzüge des Germanicus 15 und 16 sowie dessen Abberufung und die Einstellung der Feldzüge nach Germanien werden somit in einen militärischen und besonders prestigeträchtigen Erfolg umgedeutet. Durch die Darstellung auf Schmuckwaffen wie dem „Schwert des Tiberius“ wird dies auch den Soldaten in den Lagern des obergermanischen Heeres vermittelt. So reiht sich diese Darstellung, die in dieser Form sicherlich nicht als Unikat angesehen werden kann, nahtlos in die Programmatik des Kaiserkultprogrammes des obergermanischen Heeres mit seinem Zentrum in Mogontiacum ein.